# Andreas Haddad
Andreas Daniel Gabriel Haddad, nato Andreas Daniel Gabriel Turander, (Stoccolma, 5 maggio 1982), è un ex calciatore svedese, di ruolo attaccante.

## Carriera
Iniziò la carriera nello Assyriska. Nel 2005, passò in prestito al Lillestrøm. Debuttò nella Tippeligaen il 18 settembre dello stesso anno, sostituendo Magnus Powell nel pareggio a reti inviolate contro il Vålerenga.
Giocò poi per il Vejle e per il Qviding. Si trasferì poi agli omaniti dello Al-Oruba. Nel 2009 tornò allo Assyriska.
Nel 2011 fu ingaggiato dallo Örebro. Esordì il 4 aprile, realizzando il gol della vittoria nel successo per 1-0 sul Göteborg.
Il 23 marzo 2016, non avendo ottenuto un rinnovo del contratto da parte dell'Assyriska, ha comunicato l'intenzione di ritirarsi dal calcio giocato all'età di 33 anni.
Il 25 gennaio 2017 è tornato in campo, con la maglia dell'Assyriska.

## Palmarès

### Club

#### Competizioni nazionali
- Division 1: 1

Assyriska: 2007